# Stéphane Goubert
Stéphane Goubert (ur. 13 marca 1970 w Montpellier), francuski kolarz szosowy.
Ściga się w gronie profesjonalistów z UCI Pro Tour.

## Osiągnięcia
2005: 
- 3 etap Tour de Castille y Leon
- 7 Tour de Castille y Leon (klasyfikacja generalna)
- 14 Dauphiné-Libéré (klasyfikacja generalna)

2004: 
- 13 Dauphiné Libéré

Tour de France:
- 1999 : 74
- 2001 : 31
- 2002 : 17
- 2003 : 31
- 2004 : 20
- 2005 : 34
- 2006 : 37
- 2007 : 27
- 2008 : 21

Vuelta Espana: 
- 2006 : 29
- 2007 : 13